# Hemipenthes jaennickeana
Hemipenthes jaennickeana är en tvåvingeart som först beskrevs av Osten Sacken 1886.  Hemipenthes jaennickeana ingår i släktet Hemipenthes och familjen svävflugor. Inga underarter finns listade i Catalogue of Life.